# Leptognathia linearis
Leptognathia linearis är en kräftdjursart som först beskrevs av Hansen 1913.  Leptognathia linearis ingår i släktet Leptognathia och familjen Leptognathiidae. Inga underarter finns listade i Catalogue of Life.